# Paspalum schultesii
Paspalum schultesii är en gräsart som beskrevs av Jason Richard Swallen. Paspalum schultesii ingår i släktet tvillinghirser, och familjen gräs. Inga underarter finns listade i Catalogue of Life.